# الإجهاض في الأوروغواي
يعتبر الإجهاض في الأوروغواي قانونيًا عند الطلب قبل اثني عشر أسبوعًا من الحمل، بعد فترة تفكير مدتها خمسة أيام. تم تشريع الإجهاض في الأوروغواي منذ عام 2012. الأوروغواي هي واحدة من أربع دول فقط في أمريكا الجنوبية حيث الإجهاض قانوني عند الطلب؛ الثلاثة الآخرون هم الأرجنتين وجويانا وكولومبيا.

## التشريع
قبل التشريع، كانت عقوبة الإجهاض هي السجن لمدة تتراوح بين 3 إلى 12 شهرًا، بينما كانت عقوبة إجراء الإجهاض هي السجن لمدة تتراوح بين 6 إلى 24 شهرًا. يمكن للقاضي تخفيف حكم المرأة الحامل في ظروف معينة. وشملت هذه الصعوبات الاقتصادية، أو المخاطرة على حياة المرأة، أو الاغتصاب، أو شرف الأسرة.
في 11 نوفمبر 2008، صوت مجلس شيوخ الأوروغواي بأغلبية 17 صوتًا مقابل 13 لصالح مشروع قانون يلغي تجريم الإجهاض. وقد اعترض الرئيس تاباري فاسكيز على مشروع القانون هذا في 14 نوفمبر من نفس العام.
في ديسمبر 2011، صوت مجلس الشيوخ بأغلبية 17 صوتًا مقابل 14 صوتًا لدعم مشروع قانون من شأنه إلغاء تجريم الإجهاض في بلادهم. سيسمح مشروع القانون بالإجهاض بعد 12 أسبوعًا (عمر الجنين 10 أسابيع) في حالات الاغتصاب أو سفاح القربى. وقال الرئيس خوزيه موخيكا إنه سيوقع مشروع القانون إذا وافق عليه مجلس النواب. وفي وقت لاحق وافق مجلس النواب على مشروع القانون.